# 발레리 푸스토보이텐코
발레리 파블로비치 푸스토보이텐코(우크라이나어: Валерій Павлович Пустовойтенко, 1947년 2월 23일~)는 우크라이나의 정치인으로, 1997년 7월 16일부터 1999년 12월 22일까지 제6대 우크라이나 총리를 역임했다. 그는 인민민주당의 당대표이다.

## 정치 경력
푸스토보이텐코는 1979년에 소련 공산당에 가입했다. 소련 해체 당시 그는 우크라이나 공산당의 감사위원회 위원이었다.
푸스토보이텐코는 1986년 정치에 입문하여 드니프로페트로프스크 바부쉬킨스키구 집행위원회 위원장이자 드니프로페트로프스크주 의회의 의원이 되었다. 다음 해에는 드니프로페트로프스크 시 집행위원회 부위원장으로 임명되어 공동주택 업무를 맡았다. 그는 1989년부터 1993년 4월까지 드니프로페트로프스크 시장을 역임했다. 이 기간 동안 그는 도시에서 우크라이나 국기 게양 시도를 공개적으로 반대하며 소련 국기의 유지를 선호했다.  드니프로페트로프스크에서 국기를 게양한 이반 슐릭에 따르면, 푸스토보이텐코가 그에게 국기를 게양하라고 권유했다고 한다.
푸스토보이텐코는 1990년 우크라이나 소비에트 사회주의 공화국 최고 소비에트 선거에서 드니프로페트로프스크 10월 구역을 대표하여 당선되었다. 그는 건설, 건축 및 공동주택 위원회의 위원이었다. 푸스토보이텐코는 1994년 우크라이나 의회 선거에서 같은 구역에서 재선에 도전했으나, 세르히이 므하일렌코에게 패배하여 46.13%의 득표율로 2위를 차지했다. 1993년 4월부터 9월까지 그는 총리실 장관을 역임했으며, 이후 1994년 7월부터 1997년 7월까지 같은 직책을 맡았다.
1994년 우크라이나 대통령 선거에서 푸스토보이텐코는 볼로디미르 호르불린과 함께 레오니드 쿠치마 선거 캠프의 주요 매니저 중 한 명이었다. 쿠치마는 현직 대통령 레오니드 크라우추크를 꺾고 최종적으로 당선되었다.

### 총리직
푸스토보이텐코는 1997년 쿠치마에 의해 우크라이나 총리로 임명되었으며, 7월 16일, 최고 라다에서 226대 91의 투표로 확정되었다. 쿠치마와 당시 총리 파울로 라자렌코 간의 공개적인 불화로 라자렌코가 해임된 이후 임명된 푸스토보이텐코는 안정으로의 전환으로 여겨졌다고 학자 아드리안 카라트니츠키는 평가했다. 전 노멘클라투라 출신, 젊은 기술관료, 민간 부문 사업가들이 혼재된 푸스토보이텐코 내각은 1999년 대통령 선거 전에 쿠치마의 인기를 높이기 위해 고강도 경제 개혁을 추진하는 임무를 맡았다. 쿠치마는 1997년 7월 13일 최고 라다와 우크라이나 각 지역 지도부에 연설하며, 자신의 미래 과제로 "최고 경제 위원회" 구성, 최고 라다와 내각, 대통령 간 경제 개혁을 위한 의회 실무 그룹 구성, 1998년 의회 및 지방선거 연기, 쿠치마와 최고 라다 간 양해각서 체결을 선언했다. 학자 볼로디미르 즈비글리아니치는 푸스토보이텐코가 이 모든 과업을 달성하는 데 중요한 역할을 할 것이라고 평가했다.